# Лесной (Большеигнатовский район)
Лесной — посёлок в Большеигнатовском районе Мордовии. Входит в состав Протасовского сельского поселения.

## География
Расположен на правом берегу реки Калыша, в 9 км к югу от центра сельского поселения села Протасово.

## Население
| 2002 | 2010 |
| ---- | ---- |
| 37   | ↘20  |

Национальный состав
Согласно результатам Всероссийской переписи населения 2002 года, в национальной структуре населения русские составляли 70 %, мордва-эрзя — 30 %.